# Општина Богданд (Сату Маре)
Богданд (рум. Bogdand) општина је у Румунији у округу Сату Маре.
Oпштина се налази на надморској висини од 168 m.